# Mullsjö pingstkyrka
Mullsjö pingstkyrka är en kyrkobyggnad i Mullsjö i Sverige. Den tillhör den svenska pingströrelsen. Den nuvarande byggnaden invigdes 1964, och byggdes om till att få nuvarande utseende 1984.

### Fotnoter
1. ↑  ”Historia”. Pingst Mullsjö-Nyhem. 14 mars 1964. Arkiverad från originalet den 18 juli 2012. https://web.archive.org/web/20120718171448/http://www.mullsjo.pingst.se/viewNavMenu.do?menuID=11. Läst 24 januari 2015.